# Letbanefører
Letbanefører er en professionel operatør, der har ansvaret for at betjene letbanetog på en sikker og effektiv måde. Letbaner, også kendt som sporvogne eller trikker, er en form for kollektiv transport, der kombinerer egenskaber fra både tog og busser og ofte kører på dedikerede spor i byområder.
Primære Ansvarsområder
Betjening af Letbanetog
- Sikre sikker og rettidig drift af letbanetog.
- Overholde køreplaner og minimere forsinkelser.
- Betjene dørene og sikre passagerernes sikkerhed ved ind- og udstigning.

Sikkerhed og Overholdelse af Regler
- Følge trafikregler, signalsystemer og operationelle procedurer.
- Holde sig opdateret med sikkerhedsprotokoller og nødsituationer.
- Udføre præventiv sikkerhedskontrol før og under driften.

Kommunikation
- Informere passagerer om forsinkelser, ruteforandringer og andre relevante meddelelser.
- Kommunikere med kontrolcentre for at rapportere problemer eller modtage instruktioner.

Kundepleje
- Yde venlig og professionel kundeservice.
- Håndtere passagerers spørgsmål og bekymringer på en effektiv måde.

Vedligeholdelse og Problemløsning
- Rapportere tekniske fejl eller skader på letbanetoget til vedligeholdelsesteamet.
- Udføre mindre vedligeholdelsesopgaver hvis nødvendigt.

Kvalifikationer
Uddannelse og Certificering
- Gennemførelse af relevant uddannelse som letbanefører.
- Gyldigt førerbevis for letbane eller tilsvarende certificering.

Færdigheder og Kompetencer
- Stærke kommunikationsevner.
- Evne til at arbejde under pres og håndtere nødsituationer roligt og effektivt.
- God fysisk og mental tilstand for at kunne håndtere de krav, jobbet stiller.

Erfaring
- Tidligere erfaring inden for transport- eller kundeservicebranchen er en fordel.
- Erfaring med at arbejde med tekniske systemer og infrastruktur.

Arbejdsvilkår
Letbaneførere arbejder typisk i skift, der kan inkludere tidlige morgener, sene aftener, weekender og helligdage. Jobbet kræver en høj grad af opmærksomhed og koncentration, da sikkerheden for passagererne og driftens effektivitet afhænger af førerens kompetencer.
Relevans og Betydning
Letbaneførere spiller en central rolle i at sikre, at byens kollektivtransport fungerer smidigt og effektivt. De bidrager til at reducere trafikbelastning og miljøpåvirkning ved at tilbyde et pålideligt og bæredygtigt transportalternativ for borgerne.